# Guanabara (stát)

Území bývalého státu Guanabara (červeně) totožného s městem Rio de Janeiro na mapě moderního státu Rio de Janeiro

Vlajka státu Guanabara

Znak státu Guanabara

Stát Guanabara (portugalsky Estado da Guanabara) byl brazilský spolkový stát existující v letech 1960-1975. Byl vytvořen po přesunu brazilské metropole do nově založené Brasílie a zahrnoval výlučně samotné město Rio de Janeiro. Stát byl pojmenován podle stejnojmenného zálivu, nacházejícího se podél svého východního pobřeží.
Roku 1834 se město Rio de Janeiro stalo hlavním městem Brazilského císařství. Zároveň získalo v rámci Brazílie zvláštní status jakožto neutrální obec (portugalsky Município Neutro), která nebyla součástí žádné z brazilských provincií. Novou metropolí okolní Provincie Rio de Janeiro (nezahrnující již samotné město Rio de Janeiro) se stalo město Niterói. Když se Brazílie stala roku 1889 federativní republikou, zůstalo i nadále Rio de Janeiro jejím hlavním městem a stalo se Federálním distriktem (portugalsky Distrito Federal), zatímco okolní stejnojmenná provincie se stala spolkovým státem, jehož metropolí bylo i nadále město Niterói.
Když se novou brazilskou metropolí stala roku 1960 Brasília, byl z dosavadního území spolkového státu Goiás vyčleněn nový Federální distrikt, zahrnující nově založenou Brasílii, zatímco starý Federální distrikt se stal novým spolkovým státem Guanabara.
Nový stát měl během svojí patnáctileté existence celou řadu zvláštností. Zahrnoval pouze jedno velké město a tak byl zároveň nejmenším brazilským spolkovým státem. Zároveň byl jediným spolkovým státem, který se nečlenil na obce, nicméně pro praktické účely byl často počítán mezi obce, jíž bylo Rio de Janeiro metropolí. Zároveň zde neexistovala funkce starosty, ani žádné obecní instituce, jelikož bylo celé město spravováno přímo vládou státu, která však zároveň měla i kompetence, které má v ostatních brazilských státech obec.
Roku 1975 byly státy Guanabara a Rio de Janeiro sloučeny do nového zvětšeného státu Rio de Janeiro, město Rio de Janeiro se nově stalo obcí a novou metropolí zvětšeného státu, a všechny tyto zvláštnosti zmizely.